# Henry Baber
Pour les articles homonymes, voir Baber.
Henry Hervey Baber (1775-28 mars 1869) est un philologue anglais.

## Biographie
Il est né à Slingsby, dans le Yorkshire, le deuxième fils de Thomas, un procureur de Londres de l'Inner Temple, et d'Elizabeth Berriman. Il fait ses études à la St Paul's School, à Londres, puis au All Souls College d'Oxford et obtient son diplôme de maîtrise en 1805 .
Après avoir travaillé un temps comme sous-bibliothécaire à la Bibliothèque Bodléienne d'Oxford, il devient en 1807 bibliothécaire adjoint au British Museum. En 1812, il est promu conservateur des livres imprimés. La couronne le récompense avec le presbytère de l'église St James, Stretham dans le Cambridgeshire en 1827, pour son travail sur une édition en trois volumes de la partie de l'Ancien Testament du Codex Alexandrinus. Il est élu en mai 1816 membre de la Royal Society .
Lorsque les administrateurs du musée décident en 1837 que leur personnel ne devait plus occuper d'autres postes rémunérés, Baber démissionne de son poste de musée mais reste recteur de Stretham jusqu'à sa mort à l'âge de 94 ans . Il épouse en 1809 Ann Smith, la fille de Harry Smith. Ils ont deux fils et trois filles.
Ses œuvres publiées comprennent:
- Librorum Impressorum Qui in Museo Britannico Adservantur Catalogus . . . (Latin Edition) - Broché (26 février 2010) par Henry Ellis, Henry Hervey Baber
- Le Nouveau Testament: Traduit du latin en l'an 1380 par John Wiclif (1810) - Relié (23 mai 2010) par John Wycliffe et Henry Hervey Baber